# La Rivière Espérance (série de romans)
 (juillet 2018).
Si vous disposez d'ouvrages ou d'articles de référence ou si vous connaissez des sites web de qualité traitant du thème abordé ici, merci de compléter l'article en donnant les références utiles à sa vérifiabilité et en les liant à la section « Notes et références ».
Pour les articles homonymes, voir La Rivière Espérance.
La Rivière Espérance est une série de trois romans de Christian Signol datant des années 1990-1993. Le premier volume a donné son nom à la série.  
Les trois volumes sont : 
- 1990 : La Rivière Espérance, tome 1 (Prix La Vie-Terre de France 1990), éditions Robert Laffont -  (ISBN 2-266-04593-8).
- 1991 : Le Royaume du fleuve (La Rivière Espérance, tome 2) (Prix littéraire du Rotary International 1991), éditions Robert Laffont -  (ISBN 2-221-07198-0)
- 1993 : L'Âme de la vallée (La Rivière Espérance, tome 3), éditions Robert Laffont -  (ISBN 2-221-07579-X).

Les romans ont été adaptés pour la télévision sous le nom homonyme La Rivière Espérance.